# Lycium hassei
Lycium hassei är en potatisväxtart som beskrevs av Edward Lee Greene. Lycium hassei ingår i släktet bocktörnen, och familjen potatisväxter. Inga underarter finns listade i Catalogue of Life.